# Yawalapití jezik
Yawalapití jezik (ISO 639-3: yaw) gotovo je izumrli jezik kojim govore Indijanci Yawalapití ili Jaulapiti u parku Xingú u brazilskoj državi Mato Grosso. Srodan je, ali i nerazumljiv jezicima waurá i mehináku, s kojima pripada centralnoaravačkoj podskupini. 
Broj govornika iznosio je 140 (1995 AMTB), kasnije je proglašen izumrlim, no prema novijim podacima ima još svega 7 govornika (2005 Vogel).

## Vanjske poveznice
- Ethnologue (14th)
- Ethnologue (15th)